# Florderrey (Villardevós)
Florderrey (llamada oficialmente Florderrei Vello) es un lugar situado en la parroquia de Arzádigos, del municipio español de Villardevós, en la provincia de Orense, Galicia.

## Demografía
| Gráfica de evolución demográfica de Florderrey entre 2000 y 2023 |
|                                                                  |
| Datos según el nomenclátor publicado por el INE.                 |